# Natalja Warfołomiejewa
Natalja Warfołomiejewa (ros. Наталья Варфоломеева; ur. 16 lipca 1987) – rosyjska wioślarka.

## Osiągnięcia
- Mistrzostwa Świata U-23 – Račice 2009 – dwójka podwójna wagi lekkiej – 3. miejsce[1].
- Mistrzostwa Europy – Brześć 2009 – dwójka podwójna wagi lekkiej – 5. miejsce[1].
- Mistrzostwa Europy – Montemor-o-Velho 2010 – dwójka podwójna wagi lekkiej – 11. miejsce[1].